# Aki Takase

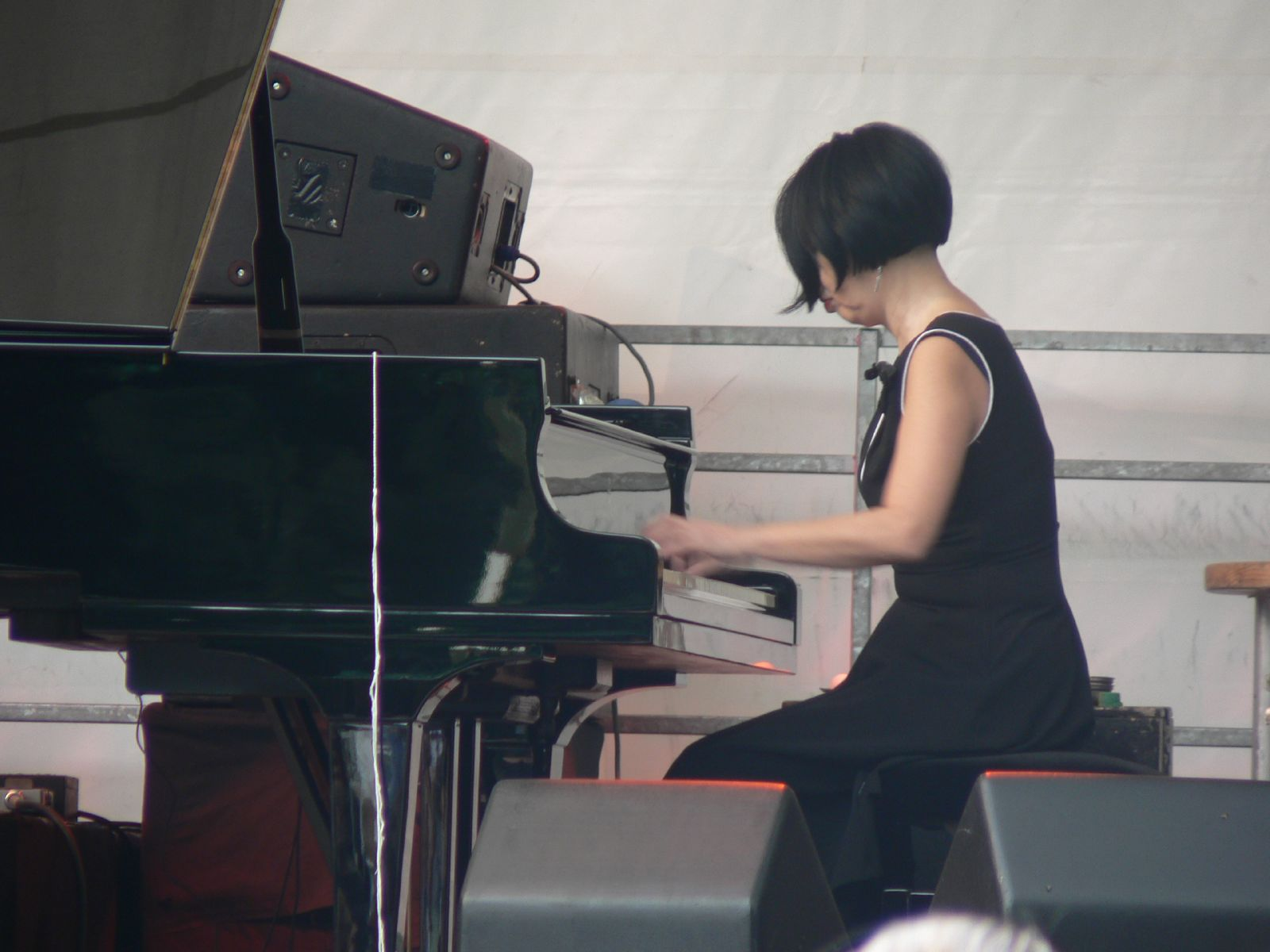
Aki Takase 2007

Aki Takase (jap. 高瀬 アキ, Takase Aki; * 26. Januar 1948 in der Präfektur Osaka) ist eine japanische Jazzmusikerin (Pianistin und Komponistin).

## Leben und Wirken
Takase begann im Alter von drei Jahren mit dem Klavierspiel. Sie studierte klassisches Piano in Japan, entdeckte dann den Jazz und ging nach ersten Konzerten in Japan (u. a. im Jazzclub von Haruki Murakami, wo sie in Kontakt mit amerikanischen Musikern wie Dexter Gordon, Kirk Lightsey etc. kam) in die USA. Dort gab sie ab 1978 Konzerte und machte Aufnahmen u. a. mit Lester Bowie, David Liebman, Sheila Jordan, John Zorn und John Scofield. Daneben gehörte sie ab 1978 zu den Gruppen von Yoshio Ikeda, mit dem auch Duo-Aufnahmen entstanden.
1981 gab sie ihr erstes europäisches Konzert beim Jazzfest Berlin und spielte anschließend auf großen und bekannten Festivals.
Seit 1987 lebt Takase in Berlin. Sie arbeitet regelmäßig mit ihrem Mann Alexander von Schlippenbach, aber auch mit Han Bennink, Evan Parker, Paul Lovens und anderen Musikern des freien Jazz. Sie entdeckte das junge Talent Maria João, mit der sie weltweit auf Tournee ging. Teilweise wurde ihr Duo mit dem Bassisten Niels Henning Orsted Petersen zum Trio erweitert. Weiterhin arbeitete sie mit David Murray, Louis Sclavis, Günther Klatt, Silke Eberhard und Rudi Mahall im Duo, mit weiteren Musikern wie DJ Illvibe, Eugene Chadbourne und Nils Wogram im Trio oder Quartett. Sie arbeitete kurz als Gastprofessorin an der Hochschule für Musik „Hanns Eisler“ Berlin, wo sie u. a. Daniel Erdmann und Julia Hülsmann unterrichtete.
In verschiedenen Projekten setzt sie sich in wechselnder Besetzung mit Persönlichkeiten der Jazzgeschichte auseinander, mit Ellington (1990, 2009), Monk (1994), Dolphy (1998, 2014), W. C. Handy (2002), Fats Waller (2004) und Ornette Coleman (2006).

## Preise und Auszeichnungen
Takase wurde acht Mal in den Vierteljahreslisten des Preises der Deutschen Schallplattenkritik geführt; für die CD Aki Takase plays Fats Waller wurde ihr 2004 der Jahrespreis der deutschen Schallplattenkritik verliehen. Sie wurde 1999 mit dem Kritikerpreis der Berliner Zeitung und 2002 mit dem SWR-Jazzpreis ausgezeichnet. 2018 erhielt sie den Jazzpreis Berlin. 2021 wurde sie als Pianistin mit dem Deutschen Jazzpreis ausgezeichnet. Für ihr Lebenswerk wurde ihr im selben Jahr der Albert-Mangelsdorff-Preis zugesprochen; „ihre kraftvolle expressive Spielweise ist einzigartig und klar erkennbar – meist beim ersten Ton,“ heißt es in der Begründung der Jury. Der Büchnerpreisträger Jan Wagner schrieb ein Gedicht mit dem Titel hommage an die hände von aki takase.

## Diskografie (Auswahl)

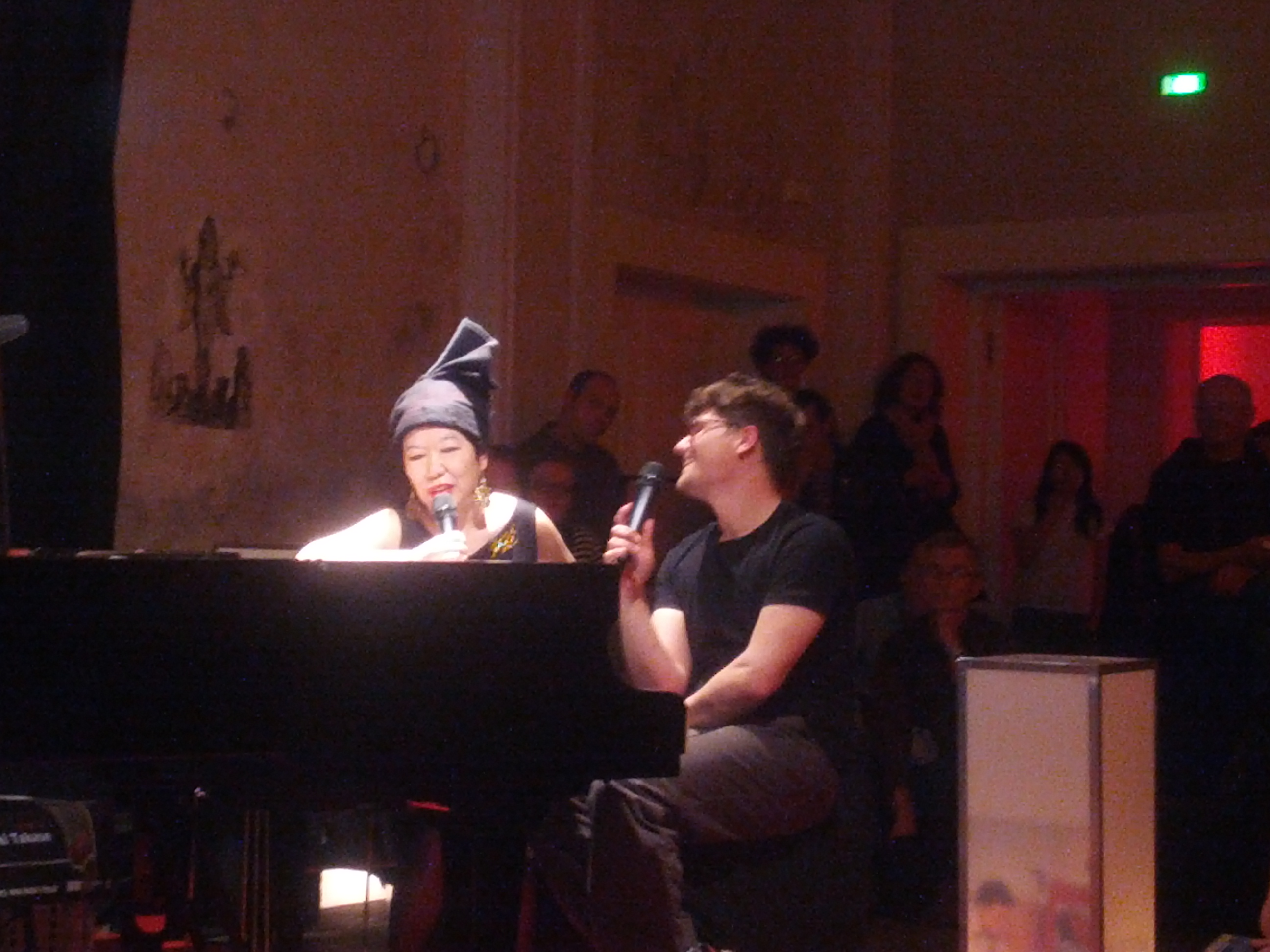
Aki Takase 2013 in Dresden

### Solo
- Minerva’s Owl (Continental 1981)
- A.B.C. (East Wind 1982)
- Perdido (Enja 1982)
- Shima Shoka (Enja 1990)
- Close Up of Japan (Enja 1992)
- Le Cahier du Bal (Leo 2001)
- My Ellington (Intakt 2012)

### Kollaborationen
- Twilight Monologues  (mit Masahiko Sato, Ichiko Hashimoto & Takashi Kako, Lunatic 1984, jeweils Solostücke)
- Looking for Love (mit Maria João - Enja 1988)
- Alice (mit Maria João & Niels-Henning Ørsted Pedersen; Enja 1990)
- Clapping Music (mit Reggie Workman, Sunny Murray; Enja 1993)
- Gunther Klatt & Aki Takase Play Ballads of Duke Ellington (mit Günther Klatt; Tutu 1995)
- Piano Duets - Live In Berlin 93/94 (mit Alexander von Schlippenbach; FMP 1995)
- Oriental Express (mit Igarashi Issei, Hayashi Eiithi, Katayama Hioaki, Itaya Hiroshi, Shōta Koyama, Ino Nobuyoshi; Enja 1997)
- Duet for Eric Dolphy (mit Rudi Mahall; Enja 1997)
- Dempa Nine Fragments (mit Aleksander Kolkowski & Tony Buck; Leo 2002)
- News from Berlin (mit Conny Bauer; Victo 2002)
- Aki Takase Plays Fats Waller (mit Eugene Chadbourne, Nils Wogram, Thomas Heberer, Rudi Mahall, Paul Lovens; Enja 2004; Jahrespreis der Deutschen Schallplattenkritik)
- St. Louis Blues (mit Nils Wogram, Rudi Mahall, Fred Frith & Paul Lovens; Enja 2004)
- Lok 03 (mit Alexander von Schlippenbach & DJ Illvibe; Leo 2005)
- Tarantella (mit Aleks Kolkowski, Maurice Horsthuis, Tristan Honsinger & Ino Nobuyoshi, Psi 2006)
- Spring in Bangkok (mit Lauren Newton; Intakt 2006)
- Ornette Coleman Anthology (mit Silke Eberhard; Intakt 2007)
- Aki and The Good Boys Live at Willisau Jazz Festival (mit Tobias Delius, Rudi Mahall, Johannes Fink & Heinrich Köbberling; Jazzwerkstatt 2008)
- A Week Went By (mit John Edwards, Tony Levin & John Tchicai; Psi 2010)
- Two for Two (mit Han Bennink; Intakt 2011)
- まっかなおひるね Makkana Ohirune (mit Kimiko Itō; One Voice 2011)
- Flying Soul (Aki Takase La Planète: mit Louis Sclavis, Vincent Courtois & Dominique Pifarely; Intakt 2014)
- So Long Eric! (mit Alexander von Schlippenbach; Intakt 2014)
- Cherry – Sakura (mit David Murray; Intakt 2017;  Bestenliste Preis der Deutschen Schallplattenkritik)
- Hokusai (mit  Alexander von Schlippenbach & Yōko Tawada; Intakt 2019)
- Aki Takase Japanic (mit Daniel Erdmann, DJ Illvibe, Johannes Fink & Dag Magnus Narvesen; BMC 2019)
- Isn't It Romantic? (mit Daniel Erdmann; BMC 2021)[6]